# NGC 960
NGC 960 è una galassia a spirale situata nella costellazione della Balena, a una distanza di circa 223 milioni di anni luce dalla nostra Via Lattea.

## Scoperta
La galassia è stata scoperta nel 1886 dall'astronomo statunitense Francis Leavenworth.

## Descrizione
NGC 960 ha una classe di luminosità II.
Il database SIMBAD la classifica come galassia LINER, cioè una galassia il cui nucleo presenta uno spettro di emissione caratterizzato da larghe righe di atomi debolmente ionizzati.